# یوری مسکو
یوری دانیلوویچ معروف به گئورگی متولد روسیه در ۲۱ نوامبر ۱۲۸۱ و سال مرگ وی در ۱۳۲۵ میلادی بود. وی مشهور شاهزاده مسکو و شاهزاده بزرگ ولادیمیر بین سال‌های ۱۳۰۳ تا ۱۳۲۵ بود.

## زندگی
یوری بزرگ‌ترین پسر دانیل و اولین شاهزاده مسکو بود. اولین اقدام رسمی او دفاع از پرسلاو زلسکی در مقابل دوک بزرگ اندرو بود. پس از مرگ اندرو در سال بعد یوری عنوان دوک بزرگ را از ولادیمیر تیور دریافت کرد. در حالی که ارتش تیور مسکو و پرسلاویا را محاصره کرده بود وی به گروه ترکان و مغول‌ها پیوست و او را مقام بالاترین شاهزاده روسی منصوب کردند. در همین حال یوری ترتیب قتل شاهزاده رایزان را داد. این بخت برگشته از زمان پادشاهی پدر یوری ازسال ۱۳۰۲ زندانی شده بود؛ و رایزان از این بی رحمی یوری شوکه شده و یوری کلیدهای دژ مسکو را به قلمرو دوک برد؛ و او همچنین موزیسکا را که قبلاً از یاران شاهزاده اسمولنسک بود را نیز دستگیر کرد. در سال ۱۳۱۴ یوری حمایت خود را از مترو پولیتن اعلام کرد و اتحاد خود را با نووگوردو در برابر تور ایجاد کرد. حالا وی قدرت زیادی برای سرنگونی میخاییل تور در میان گروه ترکان و مغولان داشت. در سال ۱۳۱۵ یوری به گروه ترکان و مغولان طلایی پیوست و پس از گذراندن دو سال اتحاد خود را با خان ازبک برقرار کرد. پس از آن یوری با خواهر خون چاکا خان ازدواج کرد. و بعد یوری با شنیدن خبر لشکرکشی تور به روسیه خود را با نیروهای مغول آماده مقابله با تور کرد اما در این جنگ شکست خورد و برادرش بوریس به همراه همسرش دستگیر شدند. وی پس از آن به نووگورود فرار کرد و برای صلح با تور برنامه‌ریزی کرد و پس از مدتی یوری در سال ۱۳۱۹ به روسیه بازگشت ولی با بی‌مهری و تنفر مردم و شاهزادگان روسیه مواجه شد. یوری پس از مدتی برای محاکمه به دادگاه احضار شد اما قبل از تحقیق رسمی توسط دیمیتری کشته شد و هشت ماه بعد دیمیتری نیز توسط گروه ترکان و مغولان اعدام شد.